# Isabela Onyshko
Isabela Maria Onyshko (Minnedosa, 23 de junho de 1998) é uma ginasta canadense que compete em provas de ginástica artística. Participou dos Jogos da Commonwealth de 2014, dos Jogos Pan-Americanos de 2015 e dos Jogos Olímpicos de 2016.

## Carreira
Nos Jogos da Commonwealth de 2014 ela foi classificada para ser uma das quatro atletas que iriam representar o Canadá nos jogos. Também em 2014, competiu no Campeonato de Ginástica Artística em Nanning, China. Em janeiro de 2015 competiu no torneio de Elite do Canadá. Na Copa do Mundo de Ginástica Artística em Liubliana, na Eslovênia, ela ganhou três medalhas, sendo uma delas de ouro. Em 5 de fevereiro de 2016 ela ganhou a competição de Elite do Canadá. Mais tarde, no mesmo mês, ela ganhou medalha de prata na Copa do Mundo de Stuttgart, na Alemanha. Ela também competiu nos Jogos Olímpicos de 2016 no Rio de Janeiro, Brasil.